# 长叶瓦韦
长叶瓦韦（学名：Lepisorus longus）为水龙骨科瓦韦属下的一个种。

## 扩展阅读
- 維基物種上的相關：长叶瓦韦